# María Fernanda Ladrón de Guevara
María Fernanda Ladrón de Guevara y Trápaga (Madrid, 30 de mayo de 1897-Madrid, 25 de abril de 1974) fue una actriz española.

## Biografía

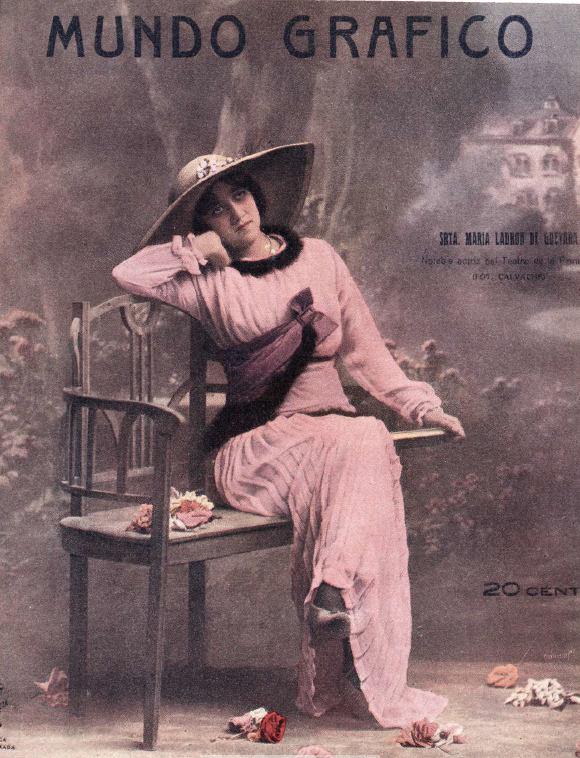
Ladrón de Guevara en Mundo Gráfico

Nacida en Madrid el 30 de mayo de 1897, debutó sobre el escenario el 13 de diciembre de 1913 con la obra La Malquerida, en la compañía de María Guerrero y Fernando Díaz de Mendoza, su padrino. Con esta compañía estrenó, entre otras obras El retablo de Agrellano (1913), de Eduardo Marquina, Mamá (1913), de Gregorio Martínez Sierra, La fuerza del mal (1914), de Manuel Linares Rivas, Campo de armiño (1916) y La vestal de Occidente (1919), ambas de Jacinto Benavente y El último pecado (1918), de Pedro Muñoz Seca.

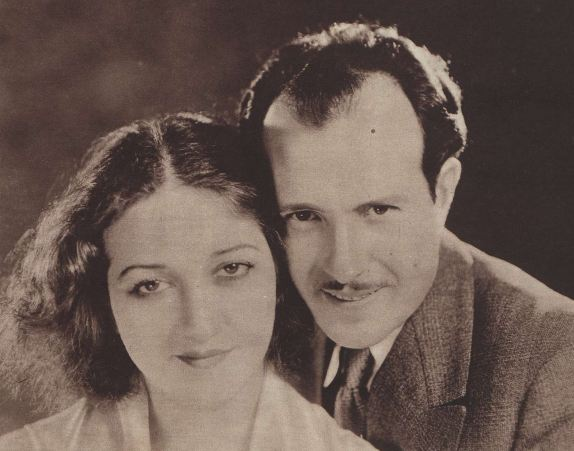
María Ladrón de Guevara y Rafael Rivelles

Más adelante cursó estudios de interpretación en la Real Escuela Superior de Arte Dramático, de la mano de María Tubau.
En 1922 formó su propia compañía con Rafael Rivelles, actor con el que acabó por contraer matrimonio y con el que puso en escena grandes éxitos teatrales en la época como Cancela, La madre guapa o El bandido de la Sierra (1923).
Debutó en la gran pantalla en 1930, con la película El embrujo de Sevilla, de Benito Perojo. Poco después se trasladó a Hollywood donde rodó la versión en castellano de varias películas norteamericanas.
Tras la finalización de la guerra civil española contrajo matrimonio en segundas nupcias con Pedro Larrañaga Ruiz-Gómez (fallecido en 1944) y terminó por consolidarse como una de las grandes damas de la escena española del siglo XX, con notables interpretaciones especialmente del dramaturgo Jacinto Benavente. Su compañía se disolvió en 1959.
Su carrera cinematográfica, sin embargo, la mantuvo siempre en un segundo plano, aunque pueden mencionarse títulos como Rosas de otoño (1943), de Juan de Orduña, Sabela de Cambados (1949), de Ramón Torrado, Altas variedades (1960), de Francesc Rovira-Beleta, Canción de arrabal (1961), de Enrique Carreras, o El bosque del lobo (1970), de Pedro Olea.
En televisión protagonizó la serie Mi hijo y yo (1963), junto a Juan Diego.
La tradición artística de María Fernanda Ladrón de Guevara se ha perpetuado a través de sus hijos Amparo Rivelles y Carlos Larrañaga, y de sus nietos Amparo Larrañaga y Luis Merlo.